# Počátky (Kraslice)
Počátky (deutsch Ursprung) ist ein Ortsteil von Kraslice in Tschechien.

## Geographie

### Geographische Lage
Počátky liegt sechs Kilometer westlich der Stadt Kraslice nahe der Grenze zu Deutschland und gehört zum Okres Sokolov. Die Ortslage erstreckt sich am Südosthang des 818 m hohen Počátecký vrch, dem nördlichsten Grenzpunkt des alten Egerlandes. Nordwestlich erhebt sich der Kuželový vrch (782 m) und westlich, bereits auf deutschem Gebiet der Hintere Kegelberg (755 m). Auf der Ortsflur entspringen Zadní Liboc und Přední Liboc, die beiden Quellbäche des Libocký potok (deutsch Leibitschbach).

### Nachbargemeinden
Nachbarorte sind im Süden Kostelní und Kámen, im Westen liegt Erlbach im Vogtlandkreis etwa zwei Kilometer entfernt.

## Geschichte
Ursprung wird im Jahre 1348 erstmals erwähnt, als Rüdiger von Sparneck das Dorf vom Kloster Waldsassen kauft. Der Name ist wahrscheinlich auf die beiden Quellen der Leibitzsch zurückzuführen. Im Jahre 1850 wurde der bis dahin zur Herrschaft Schönbach gehörige Ort ein Ortsteil von Kirchberg und 1919 selbstständige Gemeinde.
Nach dem Münchner Abkommen wurde der Ort dem Deutschen Reich zugeschlagen und gehörte bis 1945 zum Landkreis Graslitz.
Wie in allen anderen Dörfern der Umgebung wurden nach dem Zweiten Weltkrieg die meisten der etwa 270 deutschsprachigen Einwohner vertrieben und wegen der Grenznähe viele Häuser abgerissen.
Bis zum Jahr 1971 befand sich in Počátky im 1930 erbauten ehemaligen Schulgebäude ein Standortposten der tschechischen Grenzpolizei.
Im Jahr 1976 wurde Počátky nach Kraslice eingemeindet.

### Einwohnerentwicklung
| Jahr | Einwohnerzahl |
| ---- | ------------- |
| 1869 | 358           |
| 1880 | 327           |
| 1890 | 307           |
| 1900 | 329           |
| 1910 | 330           |

| Jahr | Einwohnerzahl |
| ---- | ------------- |
| 1921 | 376           |
| 1930 | 364           |
| 1950 | 70            |
| 1961 | 68            |
| 1970 | 31            |

| Jahr | Einwohnerzahl |
| ---- | ------------- |
| 1980 | 19            |
| 1991 | 21            |
| 2001 | 17            |
| 2011 | 17            |

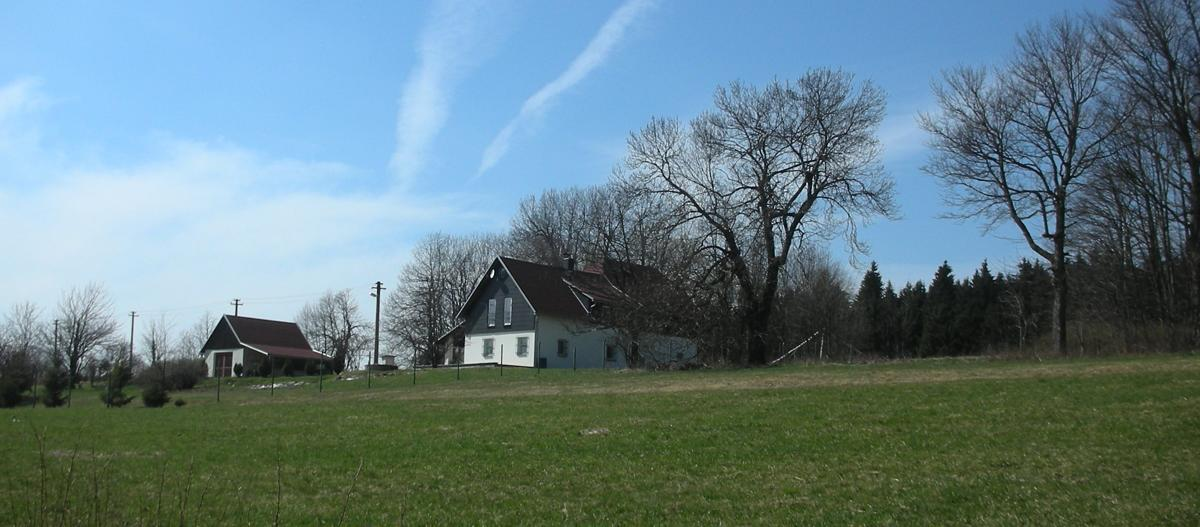
Anwesen in Počátky
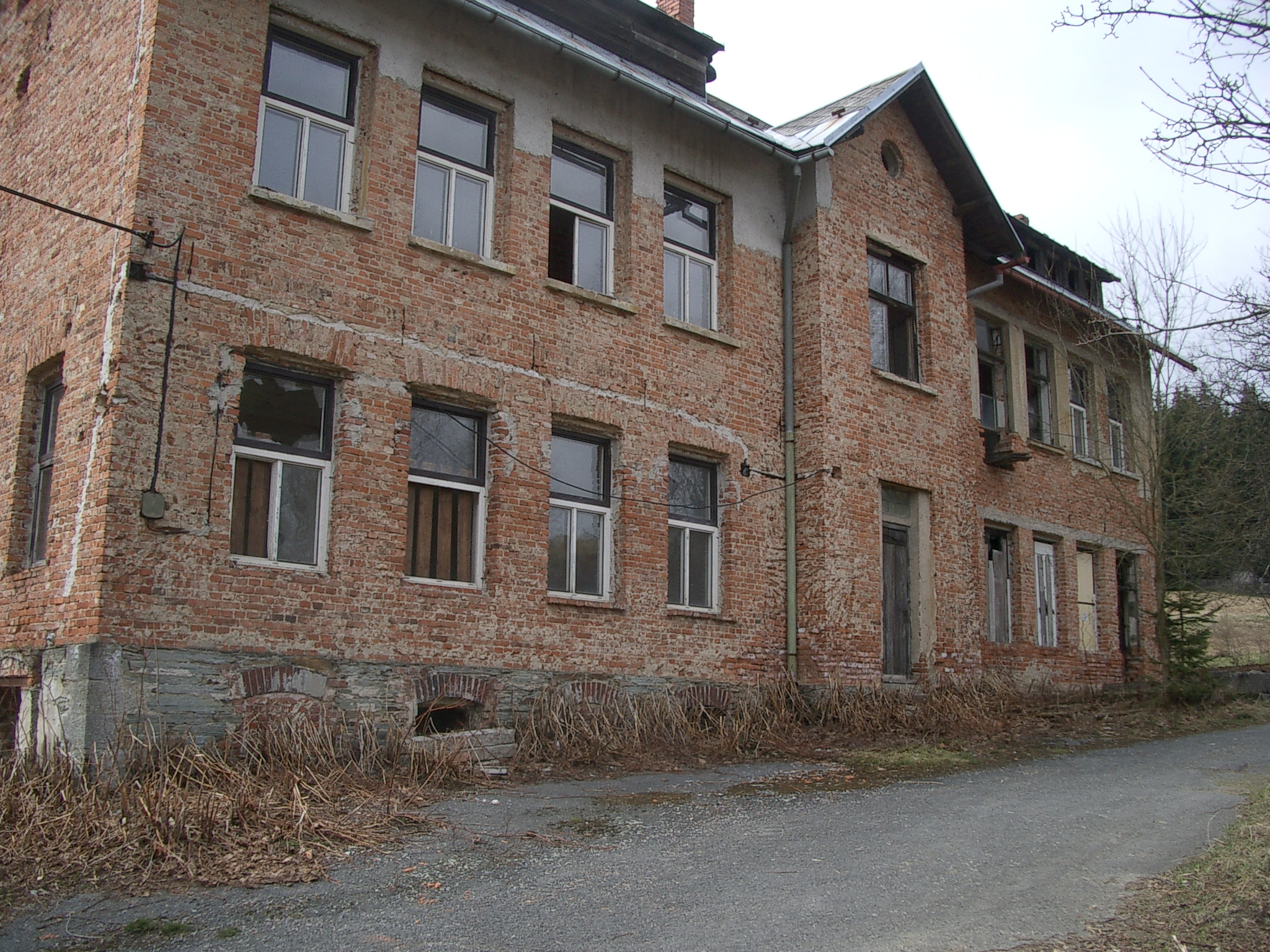
Ehemalige Schule, nach 1945 als Wohnhaus für Grenzersoldaten genutzt
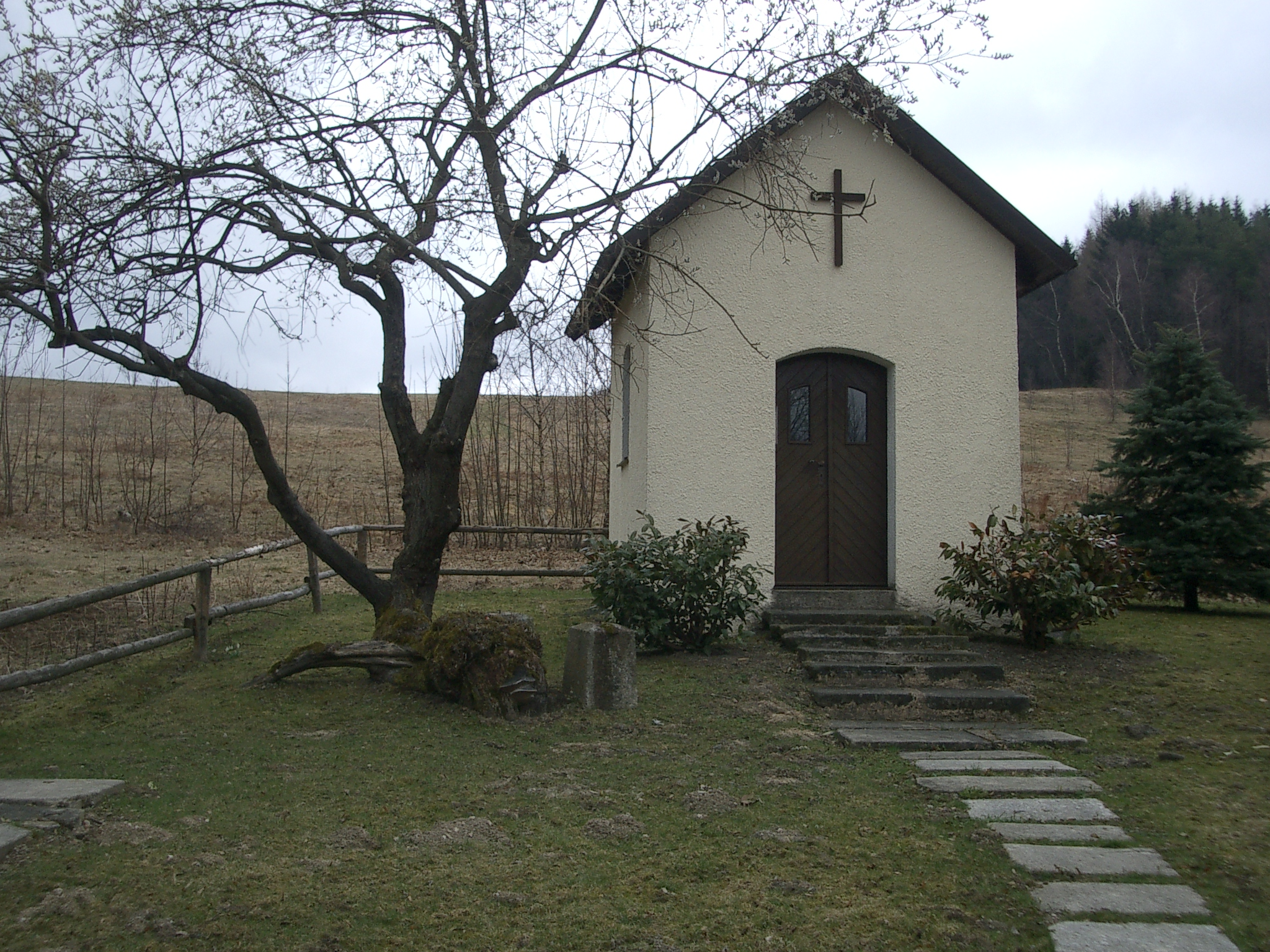
Kapelle zu Ehren der 14 heiligen Nothelfer

## Kultur und Sehenswürdigkeiten
- 14-Nothelfer-Kapelle (1893 errichtet, 1998 restauriert), an der Straße nach Kostelní.